# St.-Johannes-Evangelist-Kirche (Berlin-Französisch Buchholz)

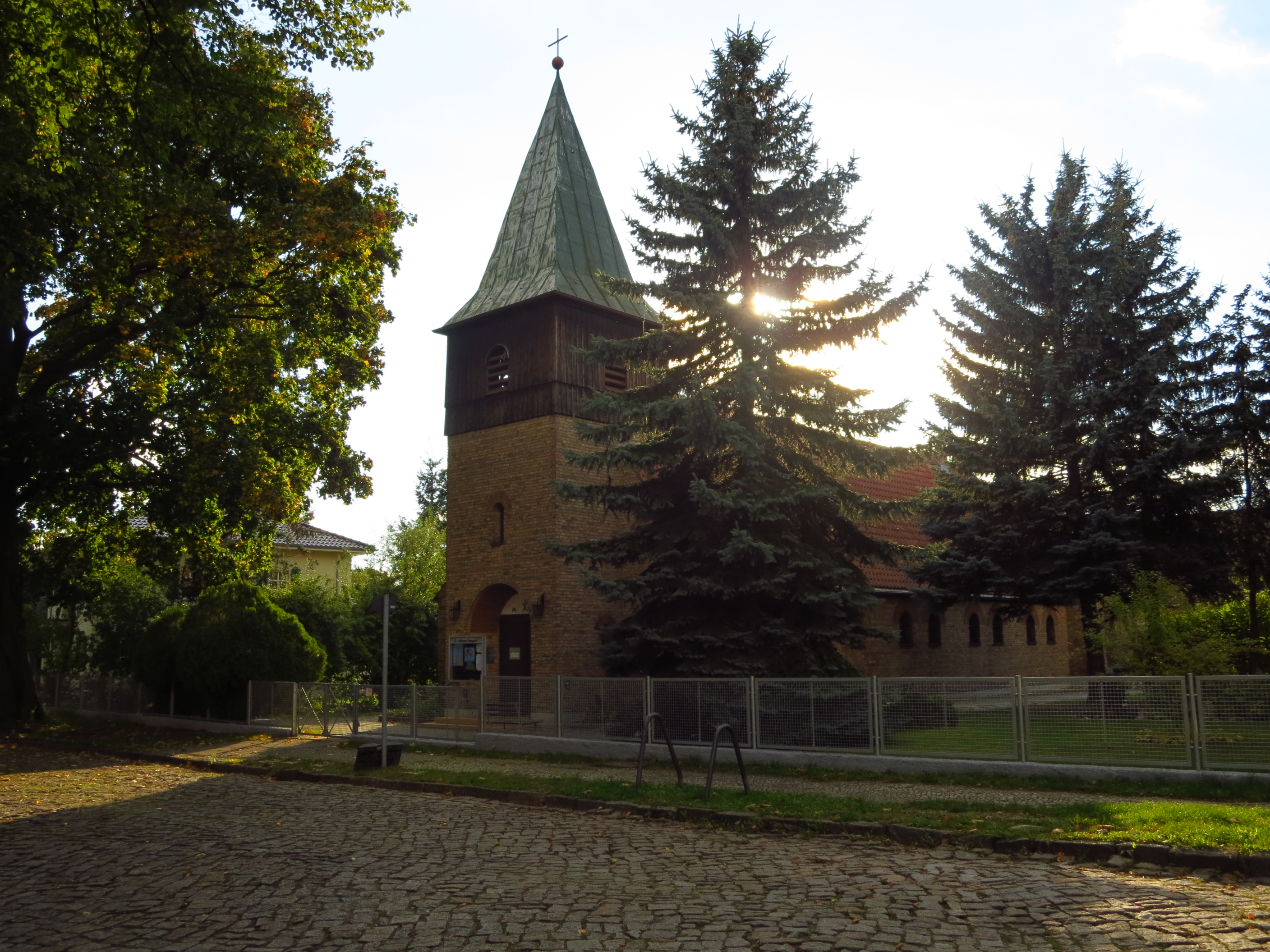
St. Johannes Evangelist

Die römisch-katholische Kirche St. Johannes Evangelist ist eine denkmalgeschützte Kirche in der Eddastraße 13 im Berliner Ortsteil Französisch Buchholz des Bezirks Pankow. Sie wurde von Carl Kühn im Heimatschutzstil entworfen und am 10. Oktober 1937 geweiht. Heute gehört sie zur Pfarrei Heiliger Christophorus Barnim im Erzbistum Berlin.

## Baubeschreibung
Im Gegensatz zu Kühns früheren Kirchen, die aufgrund ihrer Größe städtebaulich hervorstachen, orientieren sich seine Bauten nach 1933 in ihrer Architektur an den in der mittelalterlichen Tradition stehenden Dorfkirchen. Die Formgebung von St. Johannes Evangelist entspricht der ländlichen Umgebung und Vorortstruktur von Buchholz. Der unverputzte Mauerwerksbau, eine Saalkirche auf rechteckigem Grundriss, hat ein tief heruntergezogenes Satteldach. Im Bereich des Chores befinden sich auf beiden Seiten kleine Anbauten für Nebenräume und die Sakristei, die vom Schleppdach des Kirchenschiffs bedeckt werden. Über dem Chor ist das Satteldach als Krüppelwalm ausgebildet. Von der Architektur der Dorfkirchen inspiriert, wurde der Kirchturm der Fassade risalitartig vorangestellt. Sein holzverschaltes Glockengeschoss wird von einem leicht eingebeulten Pyramidendach bekrönt. Die Archivolten der Bogenfenster und des Portals sind geriffelt. Die hölzerne Decke des Innenraums ist wie ein oben abgeflachtes Mansarddach mit sichtbaren Sparren gestaltet. Die Wand zum stark eingezogenen Chor ist spitzbogig geöffnet. An der Altarwand hängt ein Kruzifix aus Oberammergau von 1936. Über den Seitenaltären befinden sich spitzbogige Reliefs aus Sandstein, die eine Schutzmantelmadonna und einen Schmerzensmann darstellen, 1958 geschaffen von Tramnitz-Beckmann. Die hölzerne Skulptur von Johannes von Weiser aus dem Jahre 1938 stellt den Schutzpatron der Kirche dar, den Evangelist Johannes.